# Lina älv
Lina älv är en by och tågmötesstation (benämnd Linaälv) i Gällivare kommun i Lappland.
Lina älvs by ligger i Gällivare sockens norra skogsbygd, vid malmbanan omkring 23 kilometer nordväst om Gällivare och invid sjön Ladnijaure. Byn hade tidigare en järnvägsstation – Linaälvs station – av "Linaälvsmodellen", ritad av Folke Zettervall. Stationshuset revs under 1990-talet. Persontågen mellan Gällivare och Kiruna hade inga regelbundna stopp vid stationen, men det fanns en plåtstins som påstigande kunde använda sig av.
Lina älvs by har, genom en enskild väg, förbindelse med Gällivare i sydost.